# Ivirgarzama
Ivirgarzama ist eine Kleinstadt im Departamento Cochabamba im südamerikanischen Anden-Staat Bolivien.

## Lage im Nahraum
Ivirgarzama ist die bevölkerungsreichste Stadt im Municipio Puerto Villarroel in der Provinz Carrasco. Die Stadt liegt auf einer Höhe von 218 m am linken Ufer des Río Ivirgarzama, der in nördlicher Richtung zum Río Ichilo fließt.

## Geographie
Ivirgarzama liegt im bolivianischen Tiefland an den nordöstlichen Ausläufern der Cordillera Oriental.
Die Region weist eine mittlere Jahrestemperatur von 24 °C auf (siehe Klimadiagramm Villa Tunari), die Monatsdurchschnittswerte liegen zwischen etwa 26 °C von Oktober bis Dezember und 20 °C im Juni und Juli. Der durchschnittliche Jahresniederschlag beträgt mehr als 1000 mm, die Feuchtezeit reicht von November bis Februar, die Monate Juli und August fallen mit unter 50 mm eher trocken aus.

## Verkehrsnetz
Ivirgarzama liegt in einer Entfernung von 224 Straßenkilometern nordöstlich von Cochabamba, der Hauptstadt des Departamentos.
Durch Cochabamba führt die 1657 Kilometer lange Nationalstraße Ruta 4, die von Tambo Quemado an der chilenischen Grenze im Osten quer durch das Land bis Puerto Suárez an der brasilianischen Grenze führt. Von Cochabamba aus erreicht man Ivirgarzama über Villa Tunari und Chimoré, die Nationalstraße führt dann weiter nach Warnes und Santa Cruz. In Ivirgarzama zweigt die nur 27 km lange asphaltierte Nationalstraße Ruta 15 in nordöstlicher Richtung nach Puerto Villarroel ab.
Die bolivianische Regierung verfolgt Pläne für eine 102 km lange Eisenbahnlinie zwischen den Produktionsstandorten Ivirgarzama und Yapacaní im benachbarten Departamento Santa Cruz, um die Region Ivirgarzama mit der Metropole Santa Cruz und darüber hinaus mit dem nördlichen Argentinien, mit Paraguay und Uruguay zu verbinden.

## Bevölkerung
Die Einwohnerzahl der Ortschaft ist in den vergangenen beiden Jahrzehnten auf mehr als das Doppelte angestiegen:
| Jahr | Einwohner | Quelle       |
| ---- | --------- | ------------ |
| 1992 | 3 250     | Volkszählung |
| 2001 | 6 366     | Volkszählung |
| 2012 | 8 255     | Volkszählung |
| 2024 |           | Volkszählung |

Die Region weist einen hohen Anteil an Quechua-Bevölkerung auf, im Municipio Puerto Villarroel sprechen 83,5 Prozent der Bevölkerung Quechua.